# Давід Обрі
Давід Обрі (фр. David Aubry, 8 листопада 1996) — французький плавець.
Призер Чемпіонату світу з водних видів спорту 2019 року.
Призер Чемпіонату Європи з водних видів спорту 2018 року.
Призер Чемпіонату Європи з плавання на короткій воді 2019 року.